# Joel de la Fuente
Joel de la Fuente (Nova Iorque, 21 de abril de 1969) é um ator norte-americano, conhecido pela participação nas séries Hemlock Grove e The Man in the High Castle.